# Lazhar Chraïti
Lazhar Chraïti (arabe : الأزهر الشرايطي), né le 16 mars 1919 à Baten El Aïech et exécuté le 24 janvier 1963, est un combattant nationaliste tunisien.
Mineur, parti en 1947 pour prendre part à la guerre israélo-arabe, il revient en Tunisie en 1949 et participe activement à la lutte armée menée contre les autorités du protectorat français (1952-1954), devenant le chef des fellagas.
Début 1963, il est condamné à la peine de mort et fusillé pour sa participation à un complot avorté contre le président Habib Bourguiba l'année précédente.

## Biographie

### Combats en Palestine
Né à Baten El Aïech dans le djebel Orbata, à une quinzaine de kilomètres de Gafsa, il appartient au clan des Ouled Chraït de la tribu des Hamama. Il travaille dès la fin de sa scolarité dans les mines de phosphates de Mdhilla, et ce jusqu'en 1947. C'est alors qu'il rejoint avec d'autres camarades les rangs d'une armée arabe, composée de volontaires maghrébins, pour la Palestine. Malgré le refoulement d'une partie des combattants, il figure parmi ceux qui parviennent à atteindre le front et à rejoindre les camps d'entraînements. Sa participation à plusieurs opérations militaires lui permettent d'acquérir une expérience militaire et plusieurs décorations.

### Résistance au protectorat français
Il décide de rentrer en Tunisie en 1949 sur les conseils du militant Youssef Rouissi. Dès son arrivée à Ouled Chraït, près de Gafsa, il est assigné à résidence par les autorités du protectorat. Après l'intervention du docteur italien Sacozzali, il retrouve son travail à la mine et se fait oublier. Il commence alors à réfléchir à son projet de résistance armée contre la colonisation française en Tunisie.
En 1951, il commence à contacter ses anciens frères d'armes du Proche-Orient et des membres du Néo-Destour, mais aussi des gens influents sur le plan financier comme Ahmed Ben Doula et Mohamed Ben Ahmed Guedouar. À l'occasion de la visite du leader destourien Habib Bourguiba à Gafsa en novembre 1951, durant laquelle le leader nationaliste prononce un discours à la Grande Mosquée, un accord secret est conclu entre Chraïti et Bourguiba, à Wahet Sidi Salem, autour du lancement de la lutte armée. 1952 marque le début des opérations armées : le nombre de combattants augmente rapidement alors que les autorités françaises répondent par des punitions collectives. D'autres groupes, basés à Om Lakhal et commandés par Amar Getar, Tahar Lassoued et Belgacem El Basli, rejoignent Chraïti dans son combat.

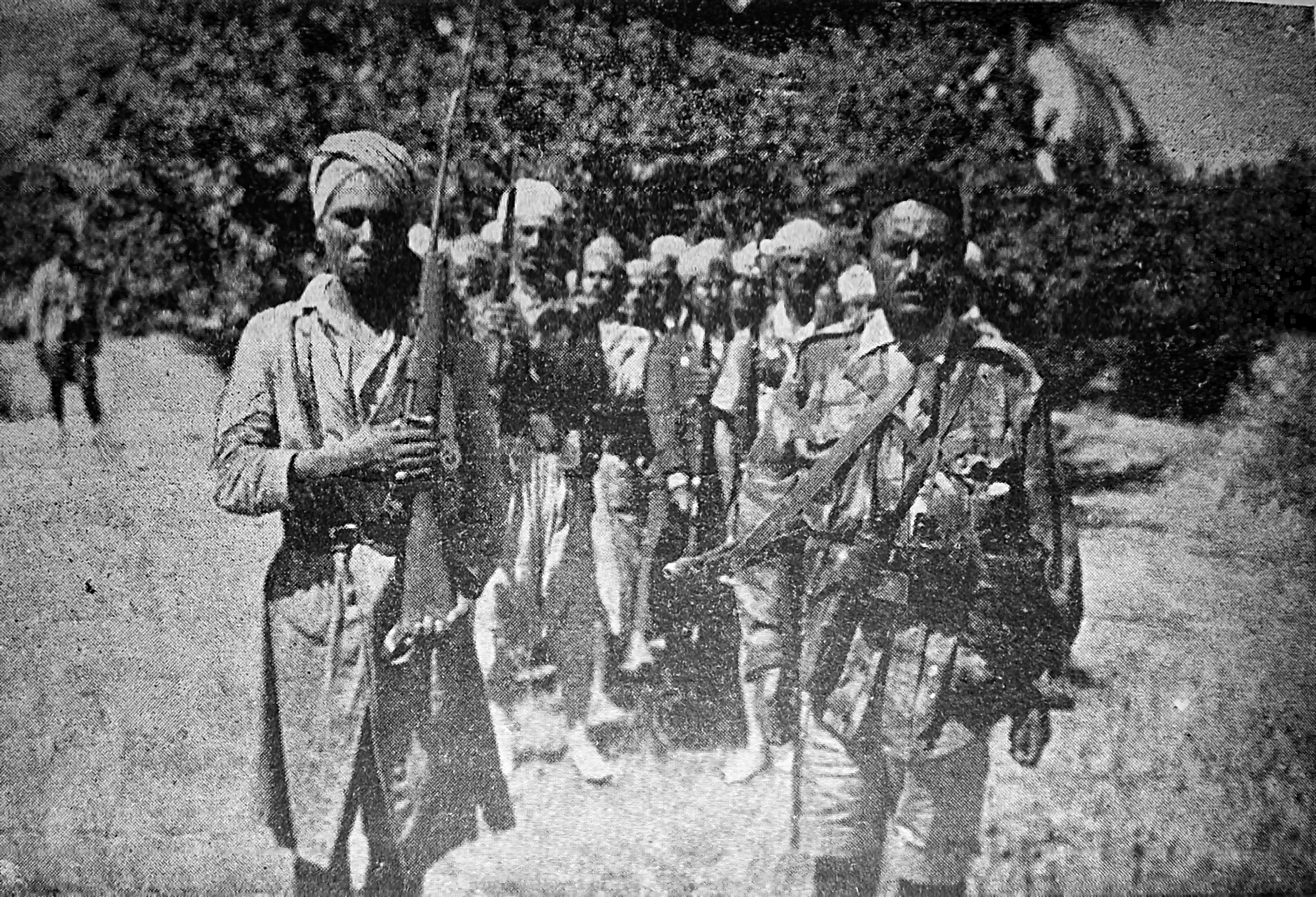
Lazhar Chraïti dans la résistance, en 1955.

En avril 1953, un rassemblement de dirigeants du mouvement, au nombre de 360 à 500 selon les sources, décide de la tactique à suivre : l'établissement d'une charte et la nomination de treize chefs de divisions (Mabrouk El Akermi, Abdelwaheb Essendi, Mohamed Tourmi, Mohamed El Ayachi, El Ferchichi, Abou El Ares, etc.), avec Lazhar Chraïti comme leader et Sassi Lassoued comme adjoint. Fin 1954, le territoire est partagé en trois zones dirigées par Chraïti, Sassi et Tahar Lassoued, sous la direction de Chraïti lui-même en tant que « chef suprême ». Appelé « chef de l'armée de la libération », Lazhar Chraïti est surnommé le « Lion des montagnes Arbat » (massif situé dans le sud-ouest du pays).

### Complot de 1962 et exécution
Avec l'avènement de l'indépendance, le 20 mars 1956, il continue son combat à la frontière algéro-tunisienne, en soutenant les combattants algériens du FLN. Une fois l'indépendance algérienne proclamée en 1962, il revient à la vie civile.
Outré par le pouvoir personnel et laïc du président de la République, Habib Bourguiba, et le peu de considération pour les fellagas morts pour leur patrie, Lazhar Chraïti est impliqué dans un complot ayant tenté sans succès d'attenter à la vie du chef de l'État afin de lancer un mouvement insurrectionnel et de liquider les membres du gouvernement ; il est ainsi passé à la postérité pour une phrase prononcée lors d'une réunion préparatoire, tenue dans la nuit du 18 au 19 décembre 1962 : « Il suffit de couper la tête pour que les racines se dessèchent ». Il est arrêté cinq jours plus tard avec 24 autres conjurés et jugé devant le tribunal militaire permanent de Tunis. Condamné à la peine de mort avec douze autres des accusés, il est exécuté par un peloton de soldats le 24 janvier 1963 et inhumé sans que la localisation de la tombe ne soit divulguée. Selon son coaccusé Moncef El Materi, ses dernières paroles furent : « Ce n'est pas possible, j'ai tout sacrifié pour mon pays. Ô mes enfants ! Lâchez-moi, bandes de criminels ! ». Ses biens — une villa à Ezzahra et une ferme à Medjez el-Bab — sont saisis, laissant sa famille sans ressources et poussant sa femme Viviane et ses enfants à quitter la Tunisie.

### Hommages
À l'occasion du cinquantième anniversaire de l'indépendance, un groupe de Tunisiens anonymes crée, le 26 mars 2006, un site web recueillant témoignages et informations sur l'ancien maquisard mais appelant également à la réhabilitation des fellagas, à l'ouverture des archives de la sécurité nationale, à l'identification et à l'exhumation du corps afin de lui offrir une sépulture digne. Le 21 novembre 2012, sa fille Rebah fonde une association, le Centre méditerranéen Lazhar Chraïti, pour réhabiliter sa mémoire.
À l’occasion du 57e anniversaire de l’indépendance, le président Moncef Marzouki le décore à titre posthume des insignes de grand officier de l'Ordre de l'Indépendance.

### Vie privée
Marié à une Tunisienne prénommée Taous avec il a deux filles, Rebah et Yamina, il épouse ensuite une Suissesse prénommée Viviane, avec qui il a cinq enfants — Dalila, Slim, Hamza, Djemâa et Karim — tous installés en Suisse.